# Блондель, Жонатан
Жонатан Блондель (фр. Jonathan Blondel; 3 апреля 1984, Ипр) — бельгийский футболист, полузащитник. Большую часть карьеры провёл в составе бельгийского клуба «Брюгге».

## Клубная карьера
Блондель начал свою карьеру в клубе «Мускрон», где он считался большим талантом. В 2001 году, в возрасте 17 лет, он дебютировал в первом составе. В 2002 году перешёл в лондонский «Тоттенхэм Хотспур», где он всего лишь два матча провёл. Вовремя зимнего перерыва сезона 2003—2004 он вернулся в Бельгию, где он с тех пор играет за «Брюгге».
В 2005 году Блондель со своим клубом стал победителем Чемпионата Бельгии по футболу. Он также выиграл кубок Бельгии в 2004 и 2007 году.

## Международная карьера
Блондель 4 раза сыграл за сборную Бельгии. Он в последний раз выступил за сборную в 2010 году.